# やぶうちゆうき
やぶうち ゆうき（本名：薮内 雄喜、1962年12月10日 - ）は、日本の漫画家。福島県出身。既婚で子供が二人いる。
東京農業大学農業工学科中退。農大漫画研究会に所属していた。大学時代は漫研編集の同人詩“うしの友”に何作か作品を掲載。

## 経歴・人物
たかもちげんのアシスタントを長年務める。2000年12月の『モーニング』48号で読切作品「ピアノ」を掲載する形で商業誌デビュー後に、同年7月に癌で死去したたかもちへの追悼の意を込めて、たかもちの遺作で未完であった「警察署長」を、モーニング9号(2001年2月発売)にて読切掲載。同年5月発売号より、「警察署長」の連載が復活した。
執筆作は他に、同作の番外編である「警察学校物語」・実質的な続編「警視正 椎名啓介」。Twitterアカウントを公開しサッカー観戦などの近況を中心にツイートしている。2016年より、ぶんか社のアンソロジーコミックで中華料理屋を舞台にした読切のグルメ漫画を不定期掲載している。
少女漫画家のやぶうち優は名字がペンネームであり親族関係はない。

## 作品
- 警察署長（モーニング、原作：たかもちげん、4巻～15巻を担当）
- 警察学校物語（全1巻、原案：たかもちげん、監修：飯塚訓）

- 警視正 椎名啓介（イブニング（講談社）に2004年10月より2010年2月まで連載、全14巻、原案：たかもちげん）

## 師匠
- たかもちげん